# متلازمة الشدق اللاجفني
متلازمة الشدق اللاجفني (Ablepharon macrostomia syndrome ) هي اضطراب جيني وراثي سائد نادر للغاية. يتميز بمظاهر نمطية غير طبيعية تؤثر بشكل أساسي على الرأس والوجه و الجمجمة والجلد والأصابع والأعضاء التناسلية. ينتج عن متلازمة الشدق اللاجفني تراكيب غير طبيعية مشتقة من الأديم الظاهر.
الشذوذ الأبرز هو نقص نمو الجفون (جفن صغير) أو غياب الجفون إضافة إلى الفم العريض الذي يشبه السمكة - ضخامة الفم.
قد يعاني الأطفال الذين يعانون من متلازمة الشدق اللاجفني أيضًا من تشوهات في جدار البطن والحلمات. قد يواجه الأطفال الذين يعانون من مقياس الدعم الكلي أيضًا مشكلات في تطوير التعلم وصعوبات اللغة والإعاقات الذهنية.
تحدث متلازمة الشدق اللاجفني بسبب طفرات في جين(TWIST2). ترتبط هذه المتلازمة ارتباطًا وثيقًا ب متلازمة باربر ساي من حيث التشوهات المظهرية.

## العلامات والأعراض
تتميز متلازمة الشدق اللاجفني في المظهر غير الطبيعي للجلد والعينين والأصابع والأعضاء التناسلية والرأس والوجه. أما الرضع الذين يعانون من متلازمة الشدق اللاجفني سيكون لديهم جلد رقيق ومتجعد بشكل متكرر وتجاعيد مفرطة في الوجه  و عيون واسعة مع جفون غير موجودة أو جفون ناقصة النمو وجفون منخفضة مائلة إلى الأسفل بالإضافة إلى ضخامة الفم وقد يكون هناك اندماج في زوايا الفم.
تشمل المظاهر الأخرى للوجه والرأس: جسر أنف عريض ، وفتحات أنف عريضة، وتكون فتحات الأنف متسعة وحواف الأنف البشري تكون متسعه وسميكة (حواف الأنف).يمكن أيضًا رؤية التشوهات في اليدين والأصابع ،لأن الأطفال الذين يعانون من متلازمة الشدق اللاجفني سيكون لديهم أيضًا أصابع غشائية مع قدرة محدودة على ثني الأصابع وتمديدها.من الممكن أيضًا عدم وجود العظم الوجني. أما الأطفال المصابون بمتلازمة الشدق اللاجفني سيكون لديهم أذن صغيرة شاذة منخفضة على الجمجمة وقد يكون الجلد جافًا وخشنًا، ويتجعد بشكل مفرط حول الوجه ويرتخي حول اليدين، ويكون مشدود حول مفاصل الأصابع ، مما يؤدي إلى تقليل استخدام الأصابع.
قد تشمل عيوب الأعضاء التناسلية ما يلي: الأعضاء التناسلية الغامضة، أو القضيب الصغير غير المعتاد (صغر القضيب)، غياب كيس الصفن حول الخصيتين والخصيتين المعلقة ، وكثيراً ما يلاحظ أيضا تساقط الشعر والشعر الرقيق والمتناثر.

## الأسباب
مثل متلازمة باربر ساي ، تحدث متلازمة الشدق اللاجفني بسبب طفرات في جين (TWIST2) التي تؤثر على بقايا و رواسب محفوظة بشكل كبير من TWIST2 (بروتين مرتبط بالتواء 2). الجين TWIST2 هو عامل نسخ (حلزوني- عقدة- حلزوني أساسي ) يرتبط بتتابع الحمض النووي لـ (5'-CANNTG-3 ') E-box كمادة مغايرة ويمنع تنشيط النسخ. نظرًا لأن جين (TWIST2) يتوسط تمايز الخلايا الجذعية الوسطية  ويمنع التمايز المبكر أو خارج الرحم ،  الطفرات في جين (TWIST2) تعطل هذه الوظائف عن طريق تغيير نشاط ربط الحمض النووي يمكن أن تفسر العديد من الأنماط الظاهرية لـمتلازمة الشدق اللاجفني . يشير البحث الحالي إلى استبدال الحمض الأميني من النوع البري ليسين في بقايا TWIST2 75 باعتباره سببًا وراثيًا مهمًا لـمتلازمة الشدق اللاجفني .
يتم توريث متلازمة الشدق اللاجفني بطريقة وراثية سائدة ، حيث يحتاج الفرد المصاب إلى نسخة واحدة فقط من أليل الطفرة للتعبير عن المرض. 

## آلية العمل
اللحمة المتوسطة هي نسيج جنيني للأديم المتوسط يمكن أن يتطور إلى العديد من الأنسجة المختلفة اعتمادًا على احتياجات الجنين النامي. يمكن أن تتطور اللحمة المتوسطة إلى دم وغضاريف وأغشية. في المريض العادي يتم التعبير عن جين (TWIST2) بشكل كبير أثناء التطور الجنيني ، وتحديداً في التطور القحفي الوجهي وتكون الغضروف. يعمل جين (TWIST2) على منع النضج المبكر للخلايا الغضروفية وخلايا بانيات العظم وهي الخلايا التي ستشكل الغضاريف والعظام على التوالي. تؤدي الطفرة السائدة في الجين (TWIST2) إلى نضوج الخلايا الغضروفية والعظمية قبل الأوان. هذا يؤدي بعد ذلك إلى التشوهات المتعلقة بالوجه والجمجمة الأولية التي لوحظت في مرضى متلازمة الشدق اللاجفني .

## التشخيص
يمكن تشخيص متلازمة الشدق اللاجفني عند الولادة عن طريق تحديد النتائج الجسدية المميزة والتقييم السريري وتقنيات التصوير المتخصصة مثل التصوير المقطعي المحوسب. يمكن أن تؤكد فحوصات التصوير المقطعي المحوسب عدم وجود القوس الوجني والتشوهات في عظام الجمجمة والفك السفلي. يمكن لطبيب العيون تشخيص التشوهات في الجفون وتأكيد وجود جفن صغيرأو انعدام الجفن. عادةً ما تعمل فرق المتخصصين معًا لتأكيد التشخيص وتقييم خيارات العلاج. لابد أن يساعد أطباء الأطفال وأطباء الجهاز الهضمي وأطباء الجلد وأطباء الجهاز البولي ومقدمي الرعاية الآخرين في التشخيص والعلاج.